# Jonas Olsson (cyclisme)
Pour les articles homonymes, voir Jonas Olsson et Olsson.
Jonas Olsson, né le 10 janvier 1980, est un coureur cycliste suédois. Bon rouleur, il est notamment devenu champion de Suède à deux reprises et champion d'Europe espoirs en 2002 dans la discipline du contre-la-montre.

## Palmarès
- 1998
  - Champion des Pays nordiques du contre-la-montre juniors
- 2001
  -  Champion de Suède du contre-la-montre
  - 1re étape du Tour de Tarragone
  - 9e du championnat d'Europe du contre-la-montre espoirs
- 2002
  -  Champion d'Europe du contre-la-montre espoirs
  -  Champion de Suède du contre-la-montre
  - 2e du Duo normand (avec Gustav Larsson)
  - 3e du championnat de Suède sur route
- 2003
  -  Champion de Suède du contre-la-montre par équipes (avec Thomas Lövkvist et Petter Renäng)
  - 2e de championnat de Suède du contre-la-montre